# John N.W. Rumple
John Nicholas William Rumple (ur. 4 marca 1841 w Fostorii, zm. 31 stycznia 1903 Chicago) – amerykański polityk, członek Partii Republikańskiej.

## Działalność polityczna
W okresie od 4 marca 1901 do śmierci 31 stycznia 1903 przez jedną kadencję był przedstawicielem 2. okręgu wyborczego w stanie Iowa w Izbie Reprezentantów Stanów Zjednoczonych.